# 近衛尚通
近衛 尚通（このえ ひさみち）は、戦国時代の公卿。太政大臣・近衛政家の子。官位は従一位・関白、太政大臣、准三宮。近衛家15代当主。

## 経歴
文明14年（1482年）に元服、室町幕府9代将軍・足利義尚より偏諱を受けて尚通と名乗る。
延徳2年（1490年）に右大臣に就任、以降は関白に二度就く。永正11年（1514年）に太政大臣、同16年（1519年）に准三宮となった。
天文2年（1533年）に出家し、大証と号した。
天文13年（1544年）8月26日、薨去。享年73。

## 人物
尚通は公家や連歌師、武士に近衛邸を開放し、学問や文芸の普及にも努めた文化人である。若年のころ、連歌師・宗祇から古今伝授を受けていた。
日記『後法成寺関白記』（近衛尚通公記）を残した。永正5年4月16日（1508年5月15日）の条には、細川政元の死後に跡目を争う細川澄元と細川高国の争いを中国の春秋戦国時代に例え、「戦国の世の時の如し」と評す。戦国時代の呼称はこれに由来している。

## 官職および位階等の履歴
- 文明15年（1483年）、従三位。
- 延徳2年（1490年）、右大臣。
- 明応2年（1493年）、関白に就任（〜1497年）。正二位。
- 明応4年（1495年）、従一位。
- 明応5年（1496年）、左大臣。
- 永正10年（1513年）、関白に再任（〜1514年）。
- 永正11年（1514年）、太政大臣に任官。

## 系譜
- 父：近衛政家
- 母：北小路俊子 - 家女房、越前国の加治能登入道の娘、北小路俊宣養女
- 正室：徳大寺維子 - 徳大寺実淳の娘
  - 長男：近衛稙家（1503 - 1566）
  - 男子：義俊（禅意）（1504 - 1567） - 大覚寺34代門跡
  - 男子：覚誉（1506 - 1562） - 一乗院門跡
  - 男子：道増（1510 - 1551） - 聖護院30代門跡
  - 男子：久我晴通（1519 - 1575） - 久我通言の養子
  - 女子：花屋理春（1501 - 1576） -  宝鏡寺門跡
  - 男子：徳大寺公維（1537 - 1588） - 久我通言養子[4]のち徳大寺実通養子
- 生母不明の子女
  - 女子：近衛殿 - 北条氏綱継室
  - 女子：慶寿院（1514 - 1565） - 足利義晴正室
- 猶子
  - 男子：足利義輝 - 慶寿院の子
  - 男子：足利義昭 - 慶寿院の子
  - 男子：大浦政信 - 大浦氏（のち津軽氏）は政信を尚通と大浦光信の長女・阿久の間にできた子とし、以来本姓が源氏（清和源氏）から藤原氏に変わったとしている。江戸時代に至って当時の近衛家当主近衛信尋により認可され、津軽藩主津軽家は本姓を藤原氏とし、近衛家の親族を称した。